# راحة الحلقوم
المَلبَن أو الحُلقوم أو راحة الحلقوم هي نوع من الحلوى مكونة بالأساس من الهلام والنشا والسكر. وغالبا ما تُنكه الأصناف التقليدية مع ماء الورد أو المستكه أو برغموت البرتقال أو الليمون. وتشمل النكهات الشائعة الأخرى القرفة والنعناع. الأصناف المتميزة قد تحتوي على التمر المفروم أو الفستق أو البندق أو الجوز مع الهلام. وغالبا ما يتم تعبئة هذه الحلويات وأكلها في مكعبات صغيرة مغطاة بغبار من السكر المثلج لمنع الإلتصاق.

## التاريخ
لم يتم تحديد الأصل الدقيق لهذه الحلوى بشكل نهائي؛ ومع ذلك، فإن الكلمة التركية "lokum" تأتي من اللقم العربية. في العالم العربي، تسمى المسرات التركية براحة الحلقوم التي تعني «راحة الحلق».
وفقا لشركة حجي بيكير (Hacı Bekir)، انتقل بيكير إفندي، المسمى حجي بيكير بعد أداء الحج، إلى القسطنطينية من مسقط رأسه قسطموني وافتتح متجره للحلويات في منطقة بهتشيكابي في عام 1777. أنتج أنواع مختلفة من الحلويات والحلقوم، بما في ذلك شكل فريد من الحلقوم المصنوع من النشا والسكر. لا تزال شركة العائلة، التي هي الآن في جيلها الخامس، تعمل تحت اسم المؤسس.
وقد شكك تيم ريتشاردسون، مؤرخ الحلويات، في الإسناد الشعبي لحجي بيكير كمخترع للبهجة التركية، وكتب أن «أسماء وتواريخ محددة غالباً ما ترتبط خطأً باختراع حلويات معينة، لأسباب تجارية على الأقل». توجد وصفات عربية وفارسية مماثلة، يستخدم فيها النشا والسكر، تسبق بيكير بعدة قرون. تذكر إكسفورد رفيقة الطعام أنّه على الرغم من نسبة الإختراع إلى بكير، ليس هناك برهان مؤكد على ذلك.

## الحلقوم في الأمصار

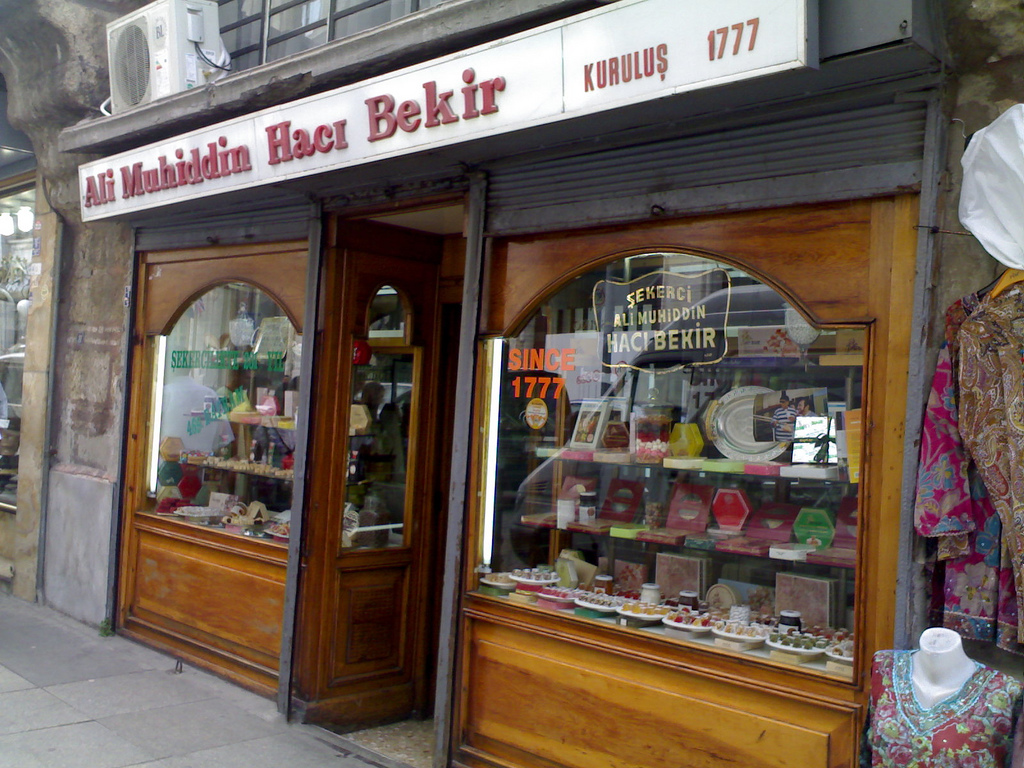
محل الشكرجي «علي محيي الدين حجي بيكر»، الذي قيل أنه أول من صنع الحلوى - إسطنبول.

الحلقوم تاكل في شتى الأمصار والاقطار وتختلف أسماؤها حسب البلدة.
- في فلسطين: «حلقوم» أو «راحة»
- بالفارسية: «راحت الحلقوم»
- في العراق: «حلقوم» و«لُقُم»
- باليونانية: "λουκούμι" وتلفظ «لوكومي»
- بالتركية: تلفظ «لوقوم»

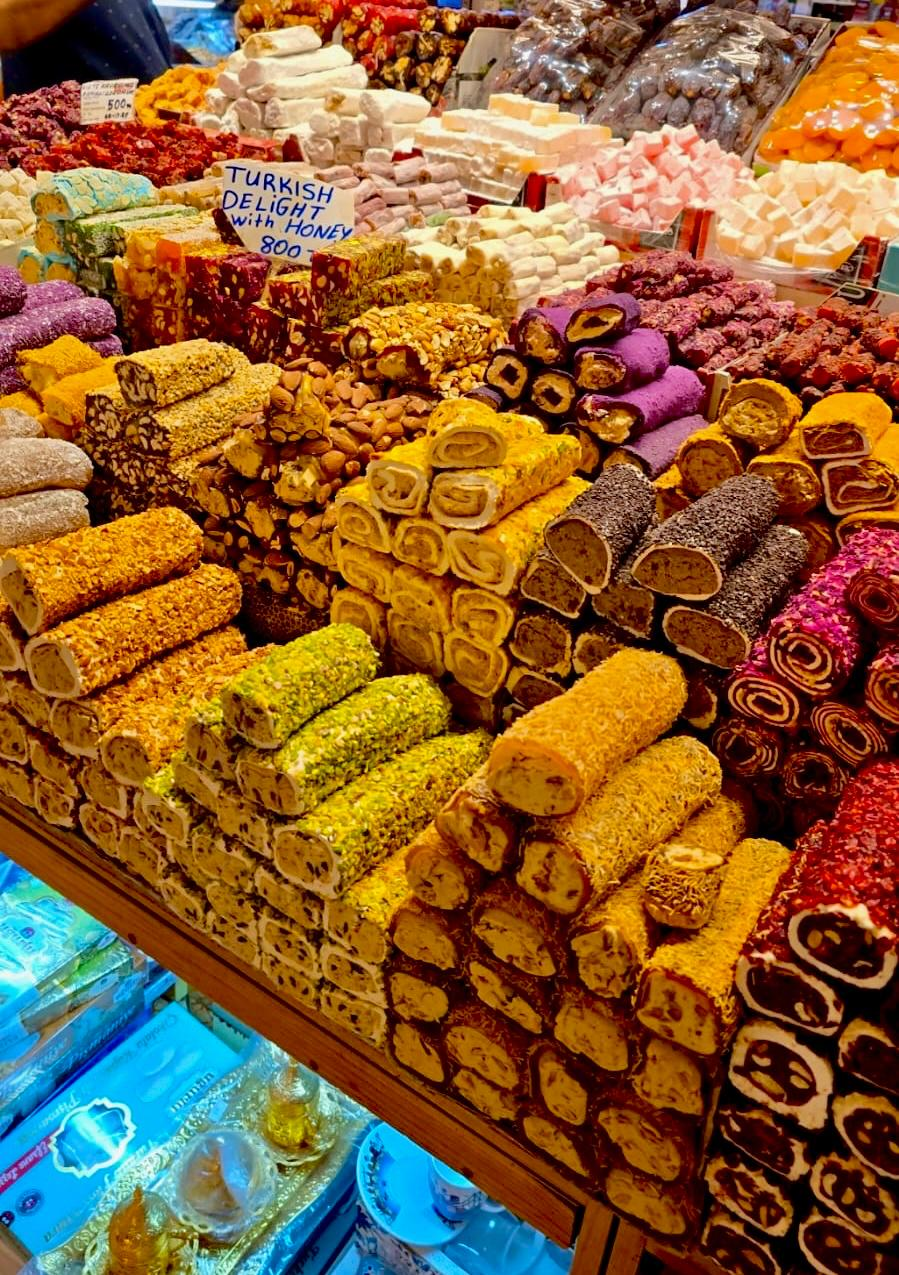
أنواع مختلفة من الحلقوم التركي في اسطنبول

- أنواع مختلفة من الحلقوم التركي في اسطنبولفي الدول الناطقة بالإنجليزية مثل بريطانيا: "Turkish delight" وتعنى «البهجة التركية» أو «المتعة التركية»
- في سوريا: «راحة»
- في السودان: «حلاوة لاكوم»
- في مصر: «مَلبَن»
- بالبوسنية: تلفظ «راهات لوكوم»
- في ليبيا: تلفظ حلقوم - وحلوت حلقوم
- في الكويت: «كبدة الفرس»
- في الجزائر: «حلقوم»

## في الشام
اشتهرت منطقة حوران في بلاد الشام وعلى الأخص مدينة درعا بإنتاج الراحة، حيث يوجد فيها الكثير من المصانع العائلية والآلية لإنتاج الراحة، وتتنوع أنواعها ونكهاتها من الراحة العادية (السادة) والمُمسكة (بالمستكة)، إلى الراحة المُتنوعة النكهات كالفاكهة والزهر وغيرها، والمحشية بالمُكسرات وجوز الهند. ويتناول الكثير من الناس هُناك الراحة كطبق تحلية بسيط مُرافق للشاي أو القهوة، أو بوضع قطعة منها بين قطعتي بيسكويت سادة، وتناولها كتحلية بسيطة مُنفردة.

## القيمة الغذائية
تحتوي قطعة واحدة من راحة الحلقوم على التالي:
السعرات الحرارية: 30 سعر حراري
الدهون: 0
الكربوهيدرات: 7.71 غم
البروتين: 0.01 غم

## منتجات ذات صلة

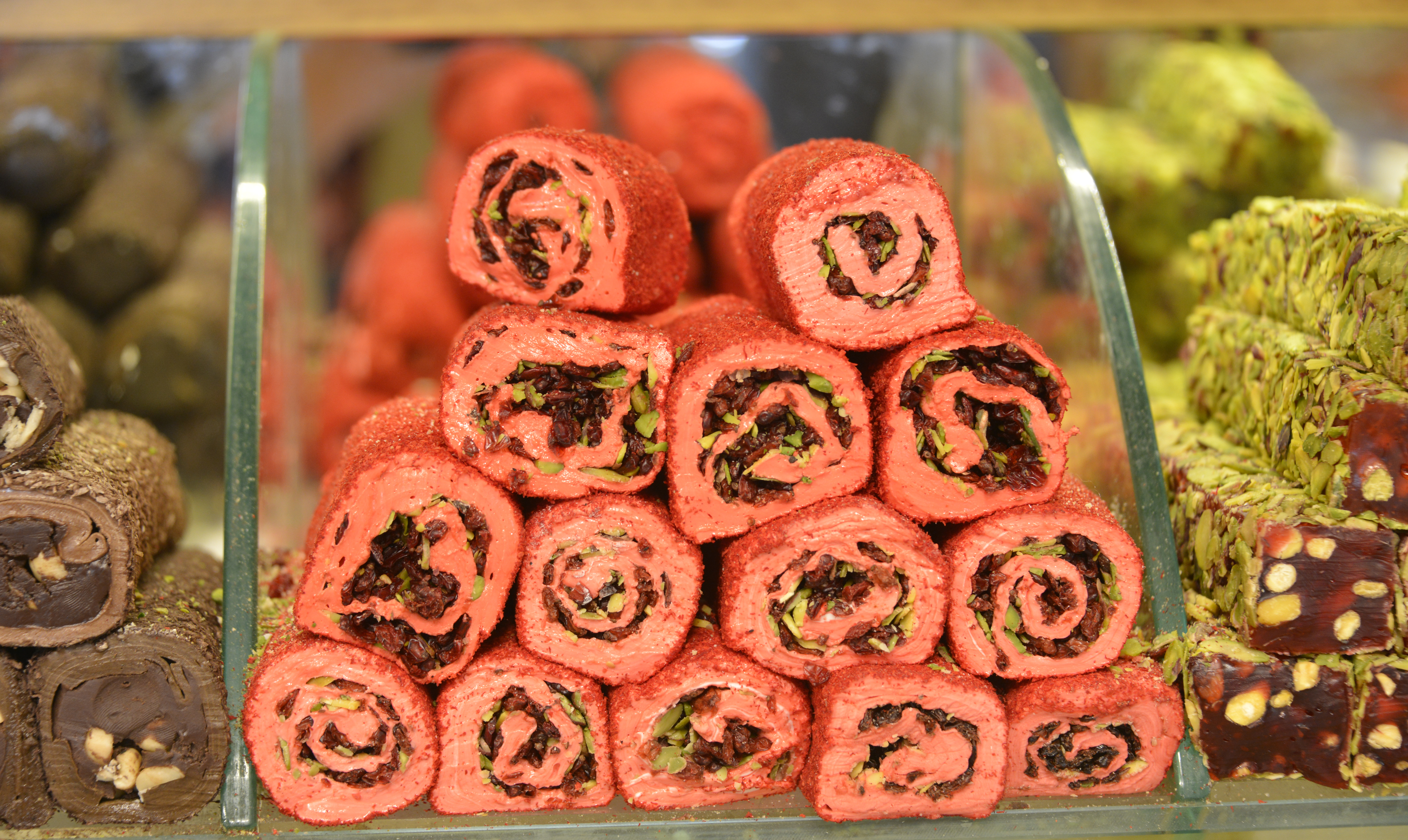
حلوى تركية في السوق المصري (بازار التوابل) في إسطنبول

كانت البهجة التركية مقدمة مبكرة لحبوب الهلام.
هناك عدة عطور تقوم على البهجة التركية، مثل "Loukhoum" من قبل لوكس إيفا و "Loukhoum" من قبل كيكو ميشيري و"Rahät Lukoum" من قبل سيرج لوتينز.

## معرض صور

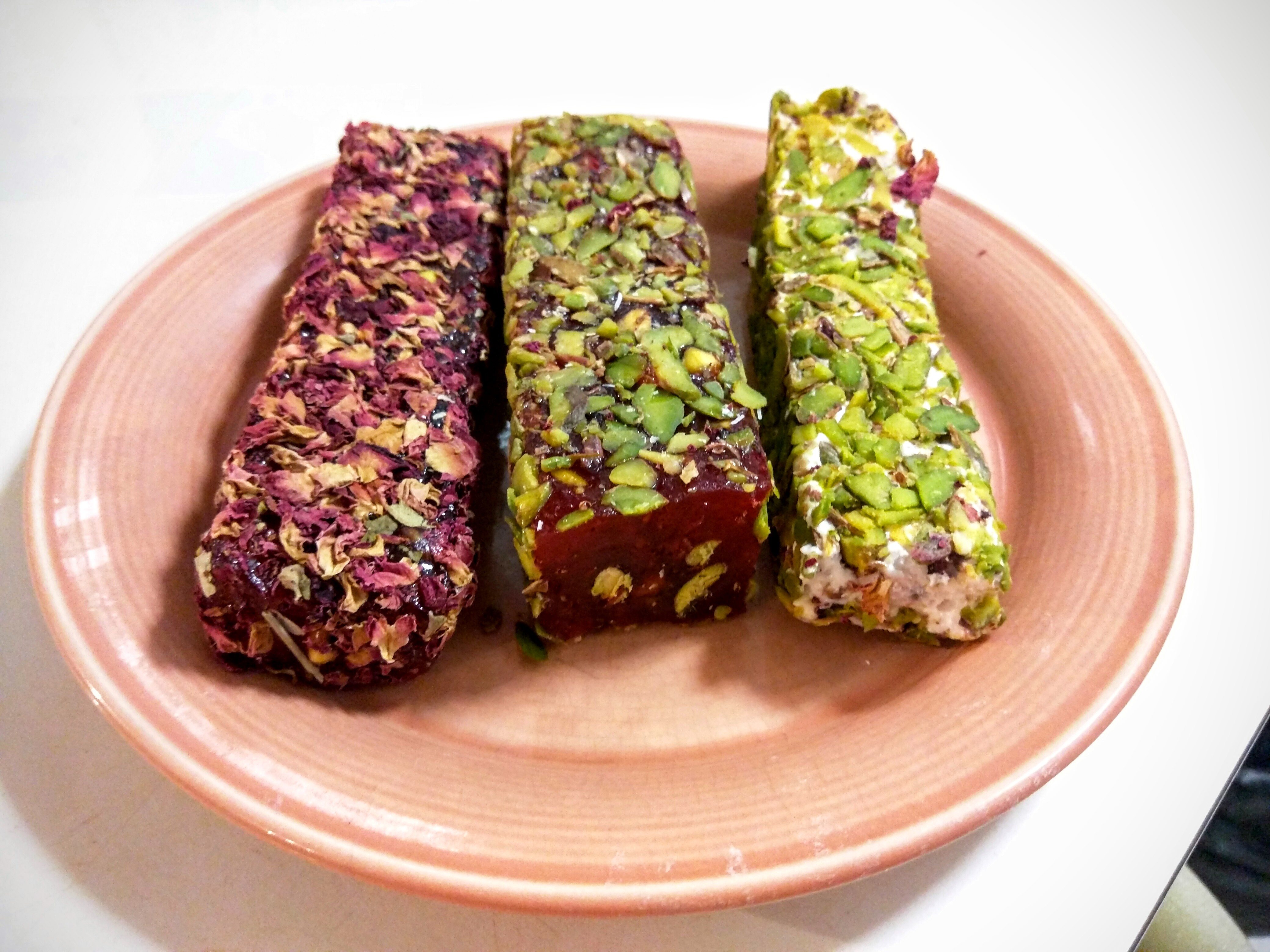
نوع من الحلقوم التركي.
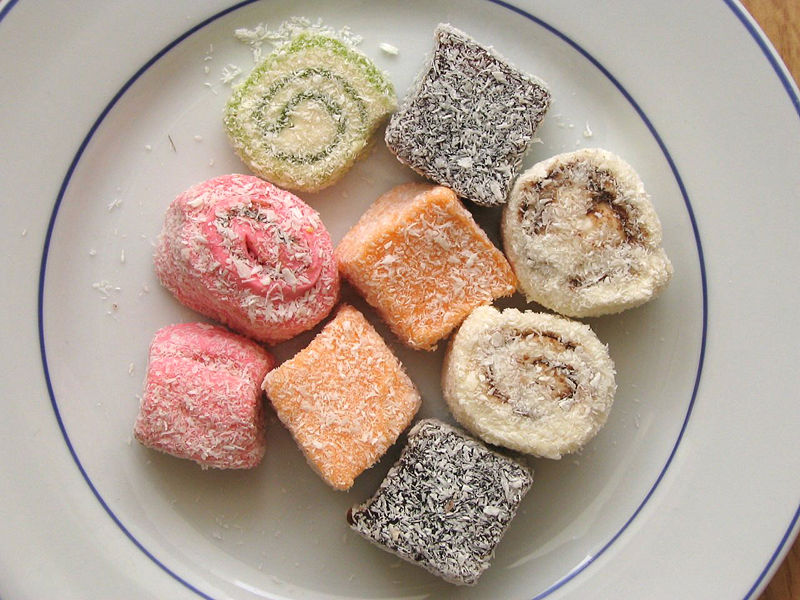
جزرية بالفستحق.
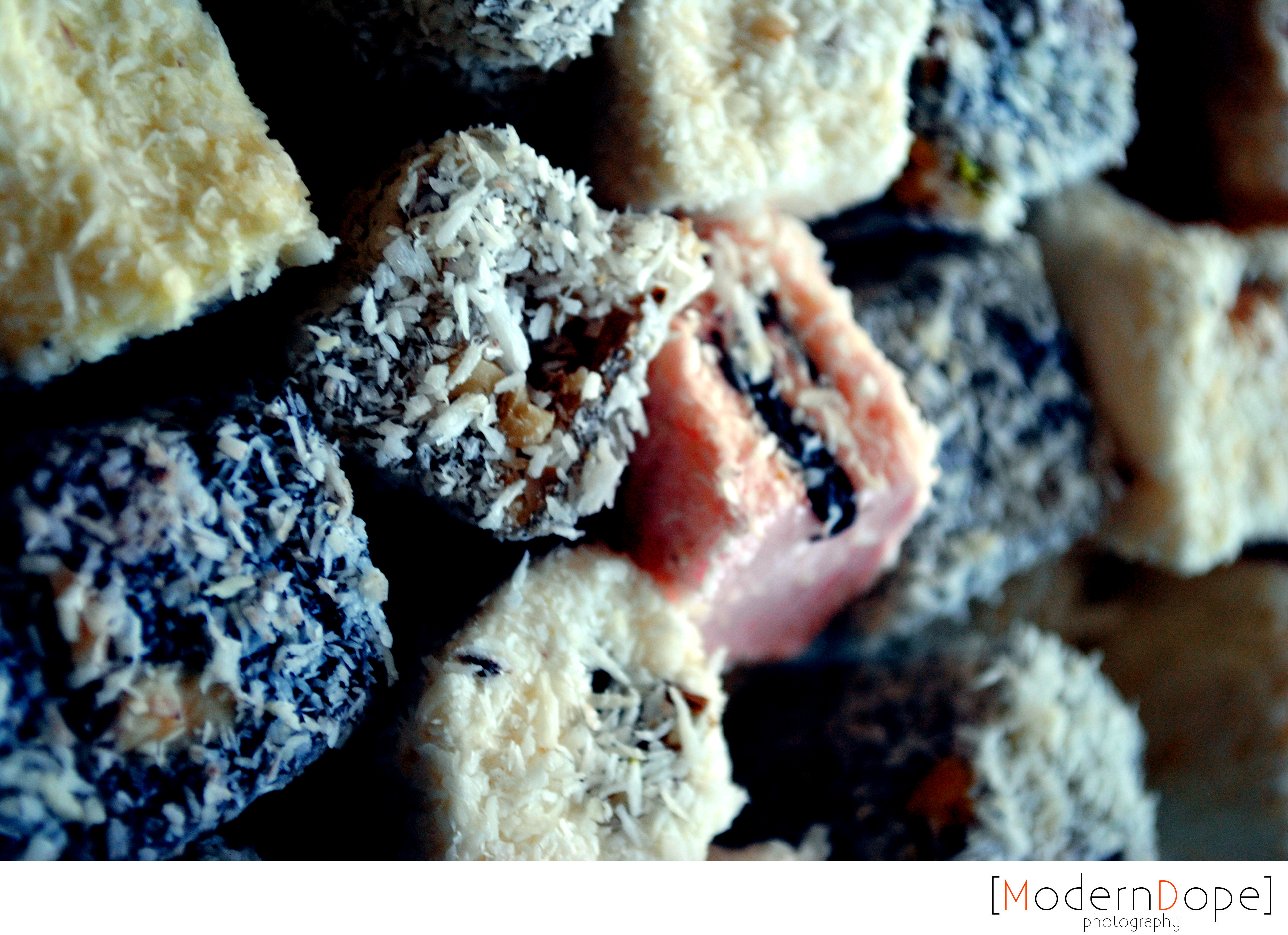
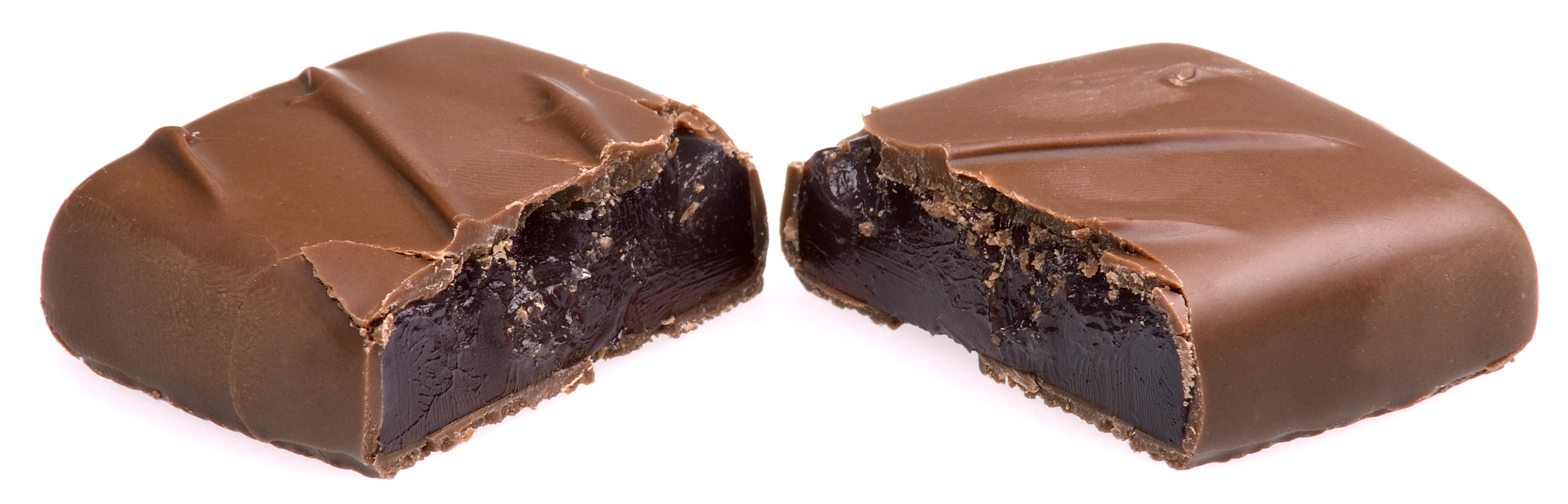
حلقوم بالشوكولاتة
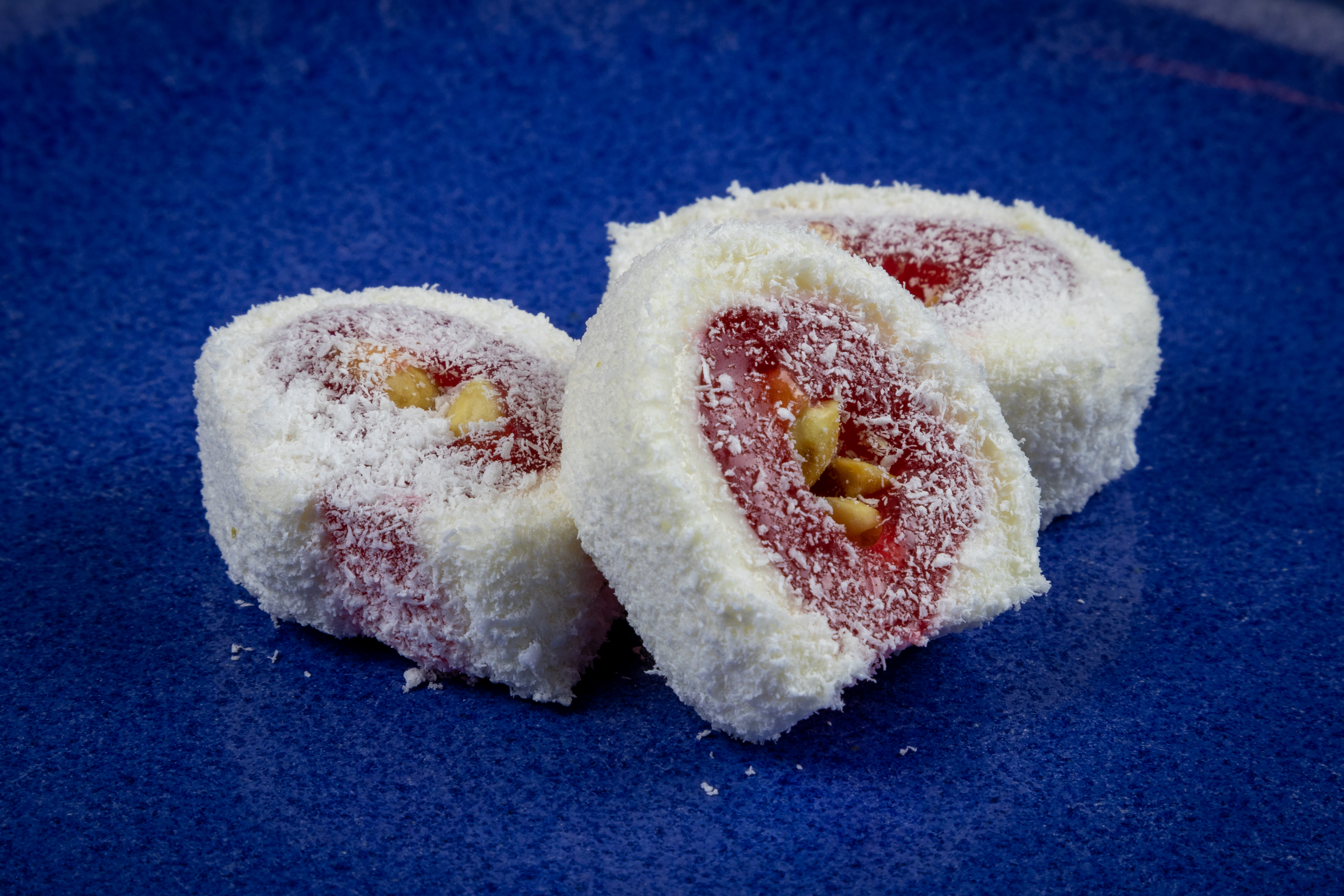
حلقوم بالفستق وجوز الهند المبشور.